# Jared Homan
Jared Homan (ur. 6 marca 1983 w Remsen) – amerykański koszykarz, grający jako silny skrzydłowy lub środkowy.

## Osiągnięcia
Na podstawie, o ile nie zaznaczono inaczej.
NCAA
- Uczestnik II rundy turnieju NCAA (2005)
- Zaliczony do:
  - III składu All-Big 12 (2005)
  - składu Big 12 All-Underrated Team (2005)

Drużynowe
- Mistrz Chorwacji (2009)
- Wicemistrz Ligi Adriatyckiej (2009)
- Brąz mistrzostw:
  - Polski (2008)
  - Grecji (2010)
  - pucharu Niemiec (2013)
- Zdobywca pucharu Chorwacji (2009)
- Finalista pucharu:
  - Grecji (2006)
  - Polski (2008)

Indywidualne
- MVP 4. kolejki ligi ukraińskiej (2013/2014)
- Uczestnik meczu gwiazd PLK (2008)

## Statystyki podczas występów w PLK
- Sezon 2007/2008 (Śląsk Wrocław): 28 meczów (średnio 12,1 punktu oraz 6,5 zbiórki w ciągu 25,3 minuty)